# Chirolophis decoratus
Chirolophis decoratus är en fiskart som först beskrevs av Jordan och John Otterbein Snyder 1902.  Chirolophis decoratus ingår i släktet Chirolophis och familjen taggryggade fiskar. Inga underarter finns listade i Catalogue of Life.